# Алексеев, Евгений Константинович
Евгений Константинович Алексеев (р. 1905, ум. не ранее 1990) — советский инженер, специалист в области сварки, лауреат Ленинской премии.
Родился 7 марта (22 февраля) 1905 года.
Член ВКП(б)/КПСС с 1928 г.
Окончил МВТУ (1936).
С 1957 по 1970-е гг. главный технолог отдела специальных и монтажных работ Госстроя СССР.
Соавтор книг:
- Сварка в промышленном строительстве [Текст] : [Учеб. пособие для техникумов] / Е. К. Алексеев, В. И. Мельник. — 4-е изд., перераб. и доп. — Москва : Стройиздат, 1977. — 360 с. : ил.; 22 см.
- Сварка и резка в промышленном строительстве: справочник строителя [Текст] / Б. Д. Малышев, А. И. Акулов, Е. К. Алексеев и др. — М. : Стройиздат, 1989. — 590 с.: ил.
- Справочник по специальным работам [Текст] / М-во строительства РСФСР. Главметаллург монтаж. — М. : Госстройиздат, 1960 — .Сварочные работы в строительстве / М-во строительства РСФСР. Трест «Стальмонтаж»; [авт.-сост.: канд. техн. наук доц. И. А. Акулов, инженеры Е. К. Алексеев, М. Д. Гурари и др.], под ред. проф. д-ра техн. наук В. Д. Тарана. — М. : Госстройиздат, 1962. — 783 с. : ил. ; 21 см. — Библиогр. в конце глав. — 40000 экз.

Ленинская премия 1958 года — за участие в разработке и внедрении индустриального метода строительства нефтерезервуаров из плоских полотнищ, сворачиваемых в рулоны.